# THIS MAN
『THIS MAN』（ディス・マン）は、2024年の日本のホラー映画。
2006年頃から世界的に広まった有名なインターネット・ミーム「This Man」に日本独自の解釈を加え、なすすべなく人々が死んでいく描写を通して昨今のコロナ禍の惨状を風刺した作品。監督・脚本・編集は天野友二朗。

## あらすじ
とある田舎町で連続変死事件が発生する。被害者の共通点は、眉がつながった奇妙な風貌の男＝“あの男”を夢の中で見ていたことだった。

## キャスト
- 八坂華：出口亜梨沙[4]
- 八坂義男：木ノ本嶺浩[4]
- 小田玲：鈴木美羽[4]
- 小原徳子[4]
- 茜屋日海夏[4][5]
- 校條拳太朗[4]
- 般若[4]
- 植松：アキラ100%[6]
- 中山功太[6]
- 津田寛治[4]
- 渡辺哲[4]